# Левицкий, Якуб
Я́куб Леви́цкий (пол. Jakub Lewicki; 17 сентября 2005, Белосток) — польский футболист, защитник клуба «Пяст» и молодёжной сборной Польши.

## Клубная карьера
Якуб Левицкий родился в городе Белосток и является воспитанником местного клуба «Ягеллония», где прошёл все юношеские и молодёжные категории. В 2022 году футболист был переведён в первую команду «Ягеллонии» и 1 сентября того года он сыграл первую игру в основе, когда вышел на замену в кубковом матче против «Одры». В октябре 2022 года защитник отличился первым забитым голом в составе команды. В декабре стало известно, что футболист продлил контракт с клубом до лета 2025 года.
В сезоне 2023/24 вместе с клубом Левицкий выиграл национальный чемпионат Польши.
Перед началом сезона 2024/25 Левицкий перешёл в клуб «Пяст», с которым подписал контракт на пять лет.

## Карьера в сборной
В 2022 году в составе сборной Польши (U-17) Якуб Левицкий участвовал в юношеском чемпионате Европы в Израиле.
В июне 2024 года защитник дебютировал в составе молодёжной сборной Польши.

## Достижения
«Ягеллония»
- Чемпион Польши: 2023/24